# Vickers Vulcan
Vickers Vulcan – brytyjski samolot pasażerski z okresu międzywojennego.

## Historia
W roku 1921 w wytwórni Vickers na podstawie konstrukcji samolotu bombowego Vickers Vimy zbudowano samolot pasażerski do przewozu 8 pasażerów. Tak opracowany samolot otrzymał oznaczenie Vickers Vulcan. Miał on całkowicie zakrytą kabinę pasażerską i mógł przewozić od sześciu do ośmiu pasażerów.
Tak opracowany samolot został zamówiony przez linie lotnicze – brytyjskie: Imperial Airways, Instone Air Line i australijskie Qantas. 
Samolot był budowany trzech wersjach: typ 61, 63 i 74, nieznacznie różniących się od siebie. W wersjach 61 i 63 samolot wyposażony był w silnik Rolls-Royce Eagle VII o mocy 350 KM. Łącznie wyprodukowano 9 samolotów tego typu.

## Użycie w lotnictwie
Samolot Vickers Vulcan był używany w lotnictwie cywilnym jako samolot pasażerskim i transportowy  w latach 1922 – 1928.

## Opis konstrukcji
Samolot był dwupłatem o konstrukcji drewnianej kryty płótnem. 
Kadłub o przekroju cylindrycznym mieścił kabinę pilota oraz miejsca dla 6 – 8 pasażerów. Miejsca pasażerów znajdowały się poniżej kabiny pilota. 
Samolot był wyposażony w silnik rzędowy, chłodzone powietrzem, umieszczony w przedniej części kadłuba. 
Podwozie klasyczne z kółkiem ogonowym, stałe.